# Lockheed L-10 Electra
El Lockheed L-10 Electra era un transport lleuger comercial bimotor de curt abast construït íntegrament amb metall per Lockheed Aircraft Corporation els anys 30 per competir amb el Boeing 247 i el Douglas DC-1.

## Disseny i desenvolupament
Arrel del canvi de normativa estatunidenca en què els monomotors no podien fer vols nocturns ni volar per sobre d'un territori en el que no es pogués fer un aterratge d'emergènca, Lockheed va contractar el dissenyador Hall L. Hibbard perquè creés un bimotor d'alta velocitat amb capacitat per a 10 passatgers. Així va crear l'Electra, un monoplà d'ala baixa cantilever de construcció completament metàl·lica (alguns dels dissenys de fusta de Lockheed, tals com el Orion havien estat construïts en metall per la firma Detroit Aircraft Corporation), amb tren d'aterratge retràctil del tipus roda de cua i unitat de cua bideriva, o en H. Propulsat per dos motors Pratt & Whitney Wasp Junior SB de 450 CV. El nom de Electra prové d'un dels estels de la constel·lació de les Plèiades. El prototip va realitzar el seu primer vol el 23 de febrer de 1934 i se'n van construir 148 unitats abans que s'atures la producció el juliol de 1941.
Les proves aerodinàmiques del Electra al túnel de vent van ser realitzats a la Universitat de Michigan, en gran part pel becari Clarence L "Kelly" Johnson. Aquest estudiant va suggerir realitzar dos canvis en el disseny: reemplaçar la deriva simple per una altra doble (sistema posteriorment patentat per Lockheed) i retirar alguns alerons massa grans. Ambdós suggeriments van ser incorporats a la línia de producció. Després de rebre la seva titulació superior, Johnson va entrar a treballar a Lockheed arribant a liderar els skunk works o programa de Lockheed de desenvolupament avançat d'avions com el SR-71 Blackbird.

## Història operativa
L'Electra va començar a operar el 1934, inicialment amb Northwest Airlines, i al final dels anys trenta servia ja en vuit companyies nord-americanes.
L'aviadora Amelia Earhart va desaparèixer sense deixar rastre al costat del seu navegant Fred Noonan en un Electra 10-I bastant modificat mentre intentava fer la volta al món l'any 1937. Posteriorment, aquell mateix any, H.T. "Dick" Merrill i J.S. Lambie van aconseguir realitzar el considerat primer vol comercial d'anada i tornada sobre l'Oceà Atlàntic, fet que va ser premiat amb el trofeu Harmon. En el viatge d'anada van portar notícies sobre el desastre del Hindenburg, i en el de tornada, diferents fotografies de la coronació del rei Jordi VI.

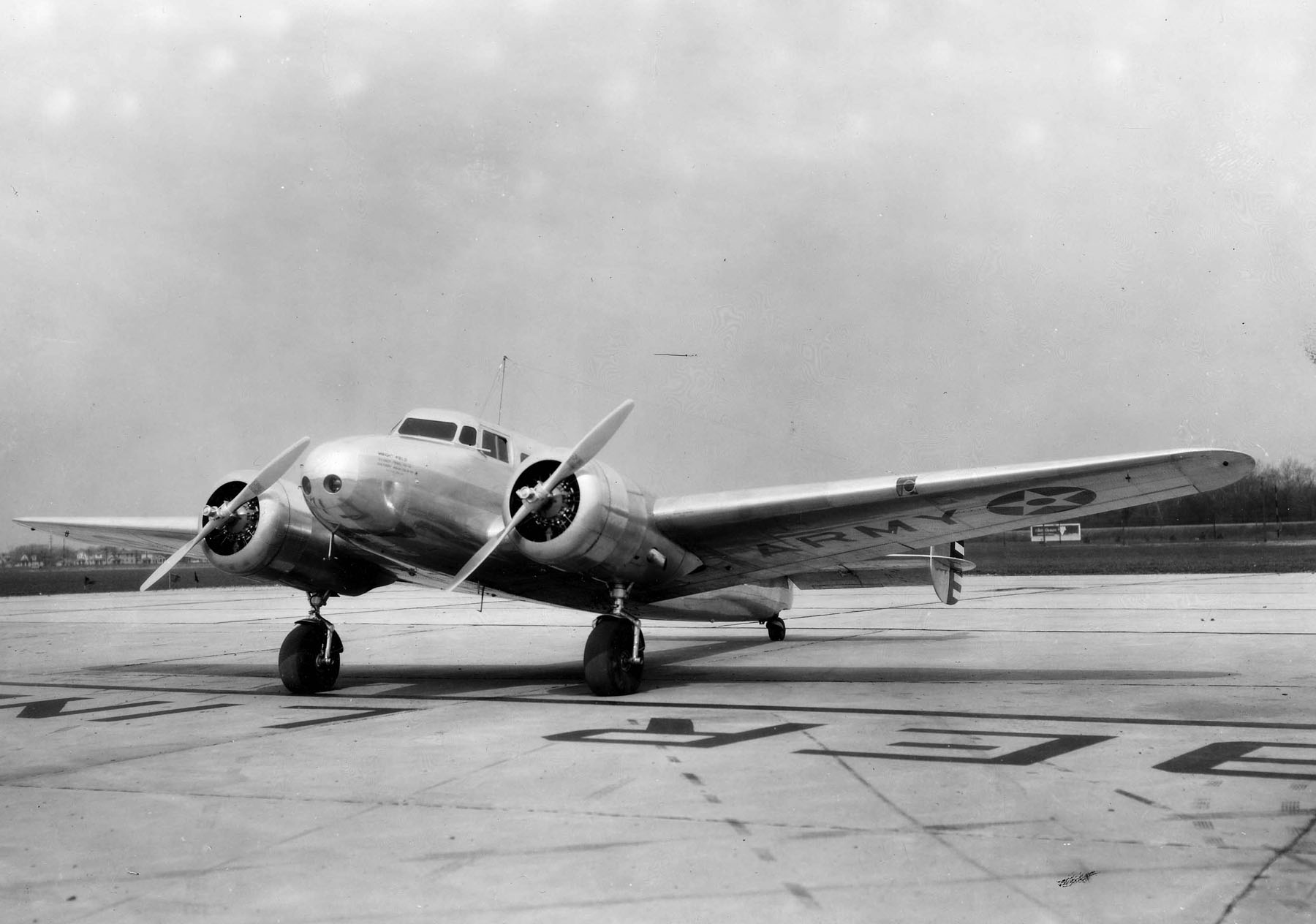
Lockheed Y1C-36 de la USAF.

Quan Estats Units va entrar de ple a la II Guerra Mundial, pocs Electras seguien en les flotes de les empreses nord-americanes de transport aeri, ja que l'expansió del mercat havia superat l'escassa capacitat del model. A més dels aparells construïts per a les companyies domèstiques, els Electra es van exportar a Argentina, Austràlia, Canadà, Xile, Colòmbia, Gran Bretanya, Japó, Nova Zelanda, Polònia, Romania, la URSS, Veneçuela i Iugoslàvia. Algunes unitats van participar en la Guerra Civil Espanyola.
El govern de la República, va adquirir dos Lockheed L-10 Electra; un exemplar comprat als Estats Units va ser embarcat en el vaixell "Mar Cantàbric" amb destinació al port republicà de Santander. Aquest vaixell va ser capturat en alta mar pel creuer de la Marina Nacional "Canàries" i aquest avió va quedar enquadrat a l'Aviació Nacional, sent codificat com 42-2. L'altre Electra comprat a Mèxic va ser utilitzat per l'Aviació de la República, en missions d'enllaç sent recuperat en finalitzar la guerra i matriculat 42-4. Tots dos seguien en servei l'1 de març de 1940 i un d'ells l'1 de febrer de 1946 amb el nou codi d'identificació L.10, va continuar volant fins al 1953.
Molts dels Electra i les seves variants (L-12 Electra Junior i L-14 Super Electra) van ser utilitzats en tasques militars durant la Segona Guerra Mundial amb la denominació C-36 de la USAAF. A més aquest model va servir a la RAF britànica i en les Reals Forces Aèries del Canadà. La utilització del Electra per part de petites companyies aèries va prosseguir després de la guerra i alguns es conservaven encara en servei a principis dels anys vuitanta.

## Variants

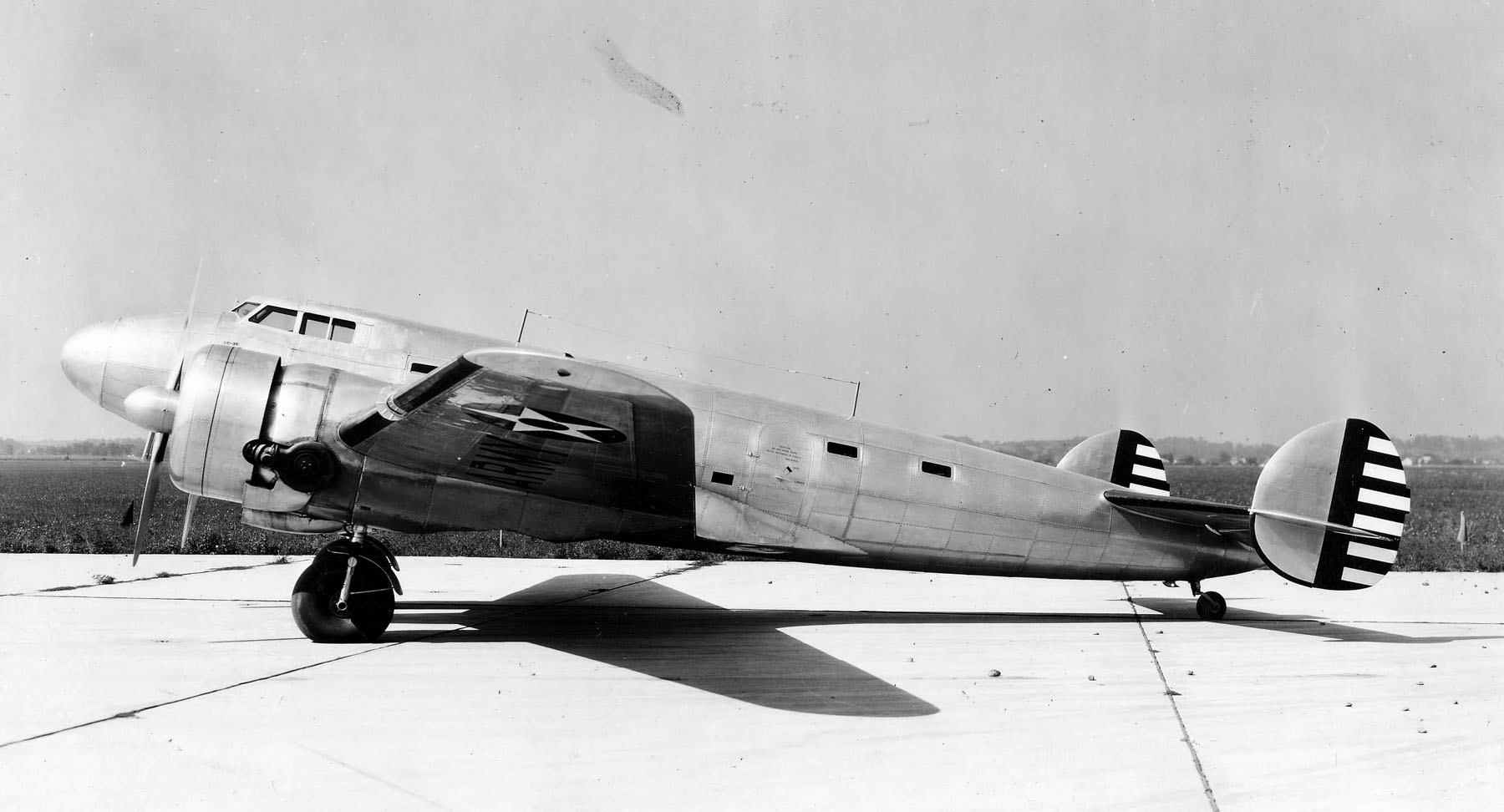
Lockheed XC-35.

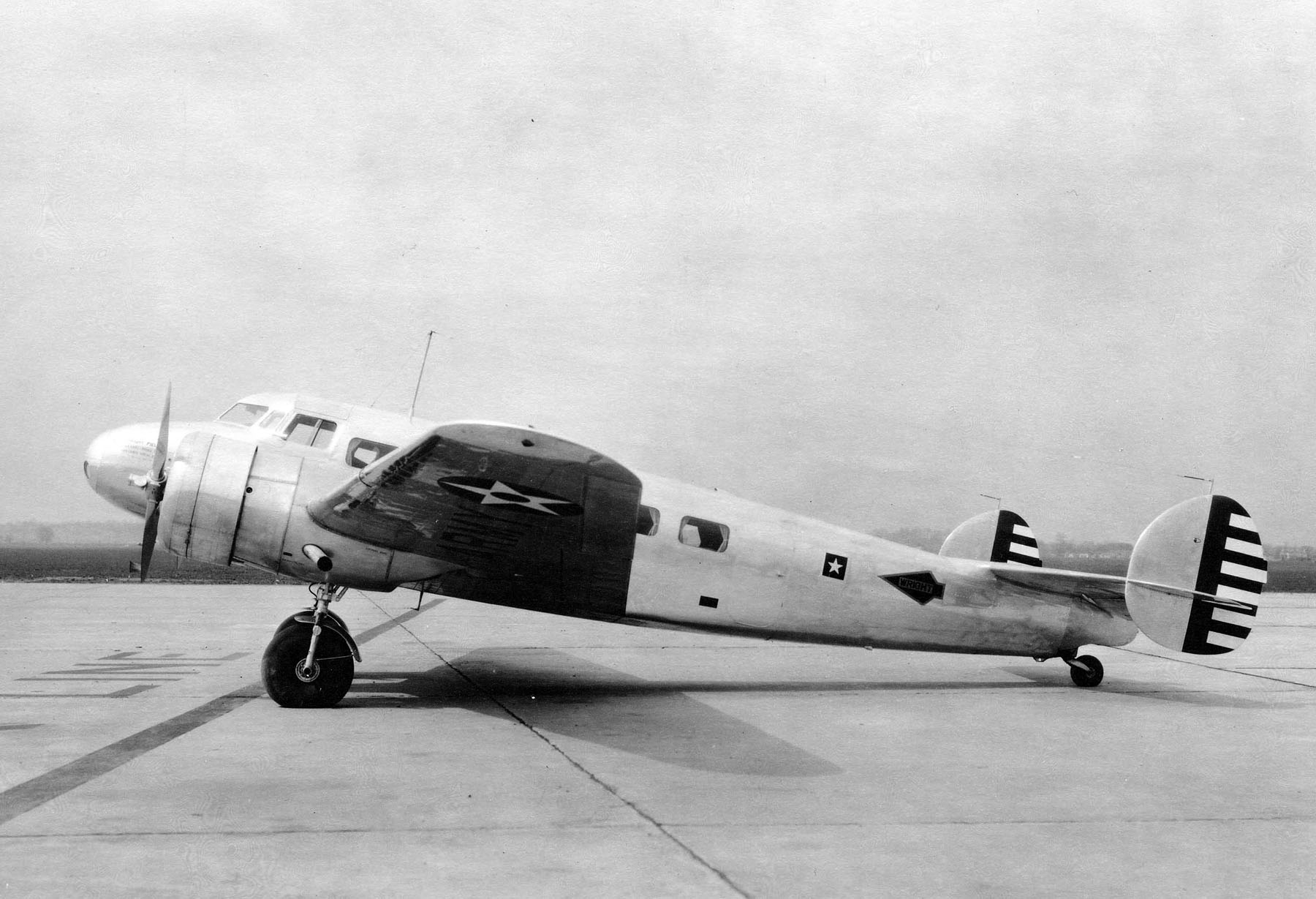
Lockheed Y1C-36 / C-36 / UC-36.

El Electra va ser produït en diverses variants per a usos tant civils com militars.
Electra 10-A
Principal versió de sèrie propulsat per dos motors Pratt & Whitney Wasp Junior SB de 336 kW (450 cv); 101 unitats.
- 3 com Y1C-36 / C-36 / UC-36.
- 15 com C-36A, posteriorment reanomenats com UC-36A.
- 3 com XR20-1 / R20-1 per al Secretari de Marina.
- 1 com Y1C-37 / C-37 / UC-37 per al Cap de l'Oficina de la Guàrdia Nacional.

Electra 10-B
Similar en general al Electra 10-A però propulsat per dos Wright R-975-E3 Whirlwind de 328 kW (440 cv); 18 unitats
- 7 com C-36C, posteriorment canviats el nom com UC-36C.
- 1 com XR30-1 per a ús del Secretari del Tresor i operat pels Guardacostes dels Estats Units.

Electra 10-C
Vuit exemplars per a Pan American Airways, equipats amb dos Pratt & Whitney Wasp SC1 de 336 kW (450 cv).
Electra 10-D
Proposta d'una versió de transport militar, mai construïda.
Electra 10-
Bàsicament similar al Electra 10-A però propulsado per motors Pratt & Whitney Wasp S3H1 de 450 kW (600 cv) de les 15 unitats construïdes la més famosa va ser la matriculada NR 16020 en la qual en un intent de fer la volta al món, van desaparèixer sense deixar rastre el 2 de juliol de 1937 Amelia Earhart i el seu navegant Fred Noonan.
NR30-1
Designació aplicada a un únic avió de transport convertible en ambulància utilitzat per la Guàrdia Costanera dels EUA.
XC-35
Versió experimental amb cabina presuritzada i motors turboalimentats Pratt & Whitney XR-1340-43 de 410 kW (550 cv); empleat pel US Army Corps per habituar-se a la utilització de la pressurització i dels motors turboalimentats. L'únic aparell fabricat va ser provat per al Departament de la Guerra, treball pel qual l'USAAC va rebre el Collier Trophy de 1937. El XC-35 es troba actualment inclòs en la col·lecció del Museu Nacional de l'Aire i de l'Espai.

## Supervivents

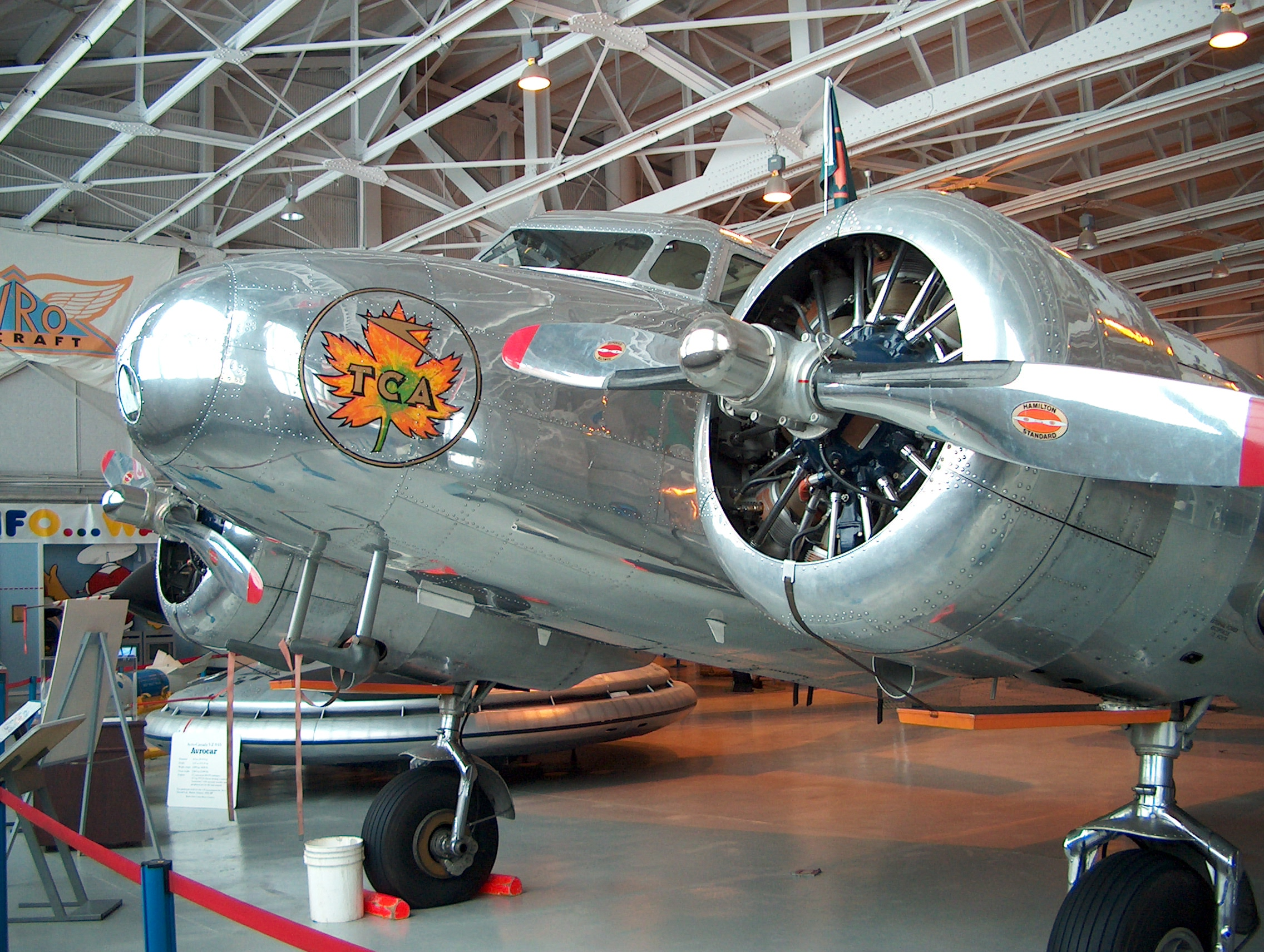
L-10A Electra "CF-TCC" amb la librea de Trans-Canada Air Lines al Museu Occidental de l'Aviació del Canadà.

Canadà acull dos Models 10-A. El primer avió de la flota de Air Canada (llavors Trans-Canada Air Lines) va ser un Electra L-10A. Dos Electra van ser lliurats a Trans-Canada Air Lines (TCA) el 1937. La seva base estava a Winnipeg i eren utilitzats per a l'entrenament de pilots. Trans-Canada Air Lines va encarregar tres més per a serveis transcontinentals, sent el "CF-TCC" un d'ells. Aquests antics avions de TCA juntament amb altres 10A van ser adquirits per la Reial Força Aèria del Canadà (RCAF) durant la Segona Guerra Mundial, sent venuts posteriorment a operadors privats.
Entre el 7 i el 10 de juliol de 1967 Ann Pellegreno va fer la volta al món amb un 10-A de TCA per commemorar l'últim vol d'Amelia Earhart 30 anys abans. Després d'aquest vol el Museu de l'Aviació del Canadà va comprar l'aparell, fabricat el 1937, que va utilitzar fins que va ser transferida a la RCAF el 1939. Venuda l'any 1941 a un operador privat, va volar fins a 1967 per a diferents propietaris. Air Canada va restaurar l'aeronau el 1968 i la va donar al Museu.
El CF-TCC, un altre dels primers avions de la TCA, va ser localitzat a Florida per un empleat de Air Canada que passava allí les seves vacances a principis dels 80. Es va reparar per poder ser portat de tornada a Winnipeg, on va ser restaurat. El 1987 realitzaria diferents vols per Canadà per commemorar el 50 aniversari de Air Canada.
Air Canada manté l'aparell i l'utilitza per a vols promocionals. L'aeronau va ser exposada a la Fira Mundial del Transport i les Comunicacions de 1986 a Vancouver. L'any 2006 va volar de Toronto a Washington DC com a part dels esdeveniments de l'Airlines International Show . Durant la major part de l'any el TCC resideix al Western Canada Aviation Museum, on és una de les majors atraccions.
Dos L-10 Electra es conserven al Museu del Transport i la Tecnologia de Nova Zelanda a Auckland. Un altre Electra amb base a Auckland, propietat de Rob Mackley, es troba en procés de restauració per tornar a volar.

## Especificacions (10-A)
Característiques generals
- Tripulació: 2
- Longitud: 11,8 m
- Envergadura: 16,8 m
- Alçada: 3,1 m
- Superfície de l'ala 46,2 m2
- Pes buit: 2.930 Kg.
- Pes màxim d'enlairament: 4.670 Kg.
- Motors: 2×  Motor radial Pratt & Whitney Wasp Junior SB , 450 CV cadascun   cada un

 Rendiment 
- Velocitat màxima absoluta : 325 km/h
- Velocitat de creuer: 306 km/h
- Abast: 1.300 km.
- Sostre de servei: 5.913 m.
- Ràtio d'ascens: 5 m/s
- Potència/pes: 142 W/Kg